# 罗宾逊·杰弗斯

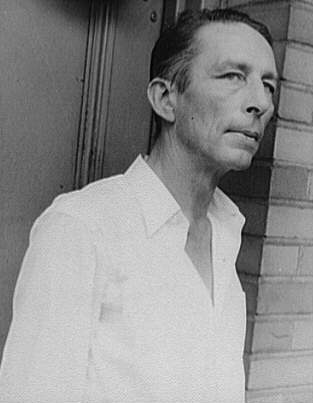
罗宾逊·杰弗斯

罗宾逊·杰弗斯（英語：Robinson Jeffers，1887年1月10日—1962年1月20日），美国诗人。生于匹兹堡，父亲为长老宗神父。本科就读于西方学院。此后长期居住于加利福尼亚州。